# Pădurea cu pini Comja
Pădurea cu pini Comja este o arie protejată de interes național ce corespunde categoriei a IV-a IUCN (rezervație naturală de tip forestier), situată în aria județelor Maramureș și Satu Mare, pe teritoriul administrativ al orașului Seini și al comunei Racșa.

## Localizare
Aria naturală se află în extremitatea nord-vestică a județului Maramureș, la limita teritorială cu județul Satu Mare, în partea nord-estică a orașului Seini și cea sudică a localității Racșa.

## Descriere
Rezervația naturală a fost declarată arie protejată prin Legea Nr. 5 din 6 martie 2000 publicată în Monitorul Oficial al României Nr. 152 din 12 aprilie 2000 (privind aprobarea planului de amenajare a teritoriului național - Secțiunea a III-a -  arii protejate) și se întinde pe o suprafață de 0,50 hectare.
Aria protejată aflată în „Dealul Comja” (o prelungire vestică a Munților Gutâi, grupă muntoasă a Carpaților Maramureșului și Bucovinei, ce  aparțin de lanțul muntos al Carpaților Orientali),  reprezintă o zonă împădurită cu fag (Fagus sylvatica) și carpen (Carpinus betulus), în al cărui perimetru, în anul 1939, la împlinirea a 50 de ani de la moartea lui Mihai Eminescu, soldații armatei române, au plantat puieți de pin (Pinus sylvestris), molid  (Picea abies) și brad (Abies), în forma numelui marelui poet român, Eminescu.

## Atracții turistice
În vecinătatea rezervației naturale se află mai multe obiective de interes turistic (lăcașuri de cult, monumente istorice, situri arheologice, zone naturale), astfel:

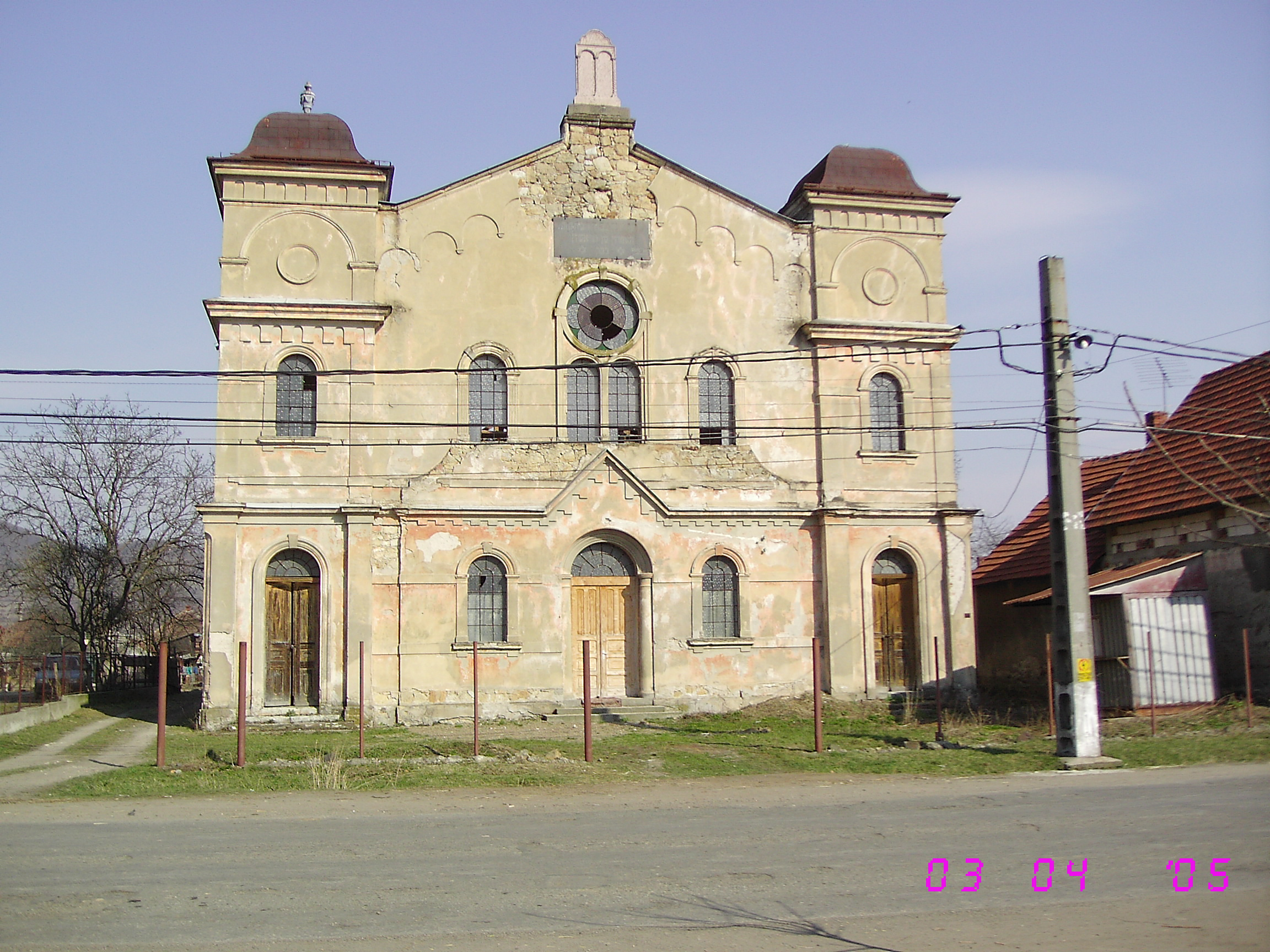
Sinagoga Seini

- Biserica ortodoxă din piatră „Sf. Arhangheli Mihail și Gavriil” din Seini, construcție 1882, monument istoric
- Biserica romano-catolică „Neprihănita Zămislire” din Seini, construcție 1421, monument istoric
- Fosta școală confesională românească din Seini, construcție 1860-1865, monument istoric
- Biserica reformat-calvină din Seini, construcție 1796, monument istoric
- Biserica „Adormirea Maicii Domnului” din satul Racșa, construcție secolul al XIX-lea, monument istoric[6]
- Sinagoga din Seini, construcție 1904, monument istoric
- Școala confesională romano-catolică din Seini, construcție secolul al XVIII-lea, monument istoric
- Situl arheologic „Berenaș” de la Seini
- Munții Gutâi